# Sympycnus pulchriceps
Sympycnus pulchriceps är en tvåvingeart som först beskrevs av Walker 1864.  Sympycnus pulchriceps ingår i släktet Sympycnus och familjen styltflugor. Inga underarter finns listade i Catalogue of Life.